# Nieuwe Schoolstraat

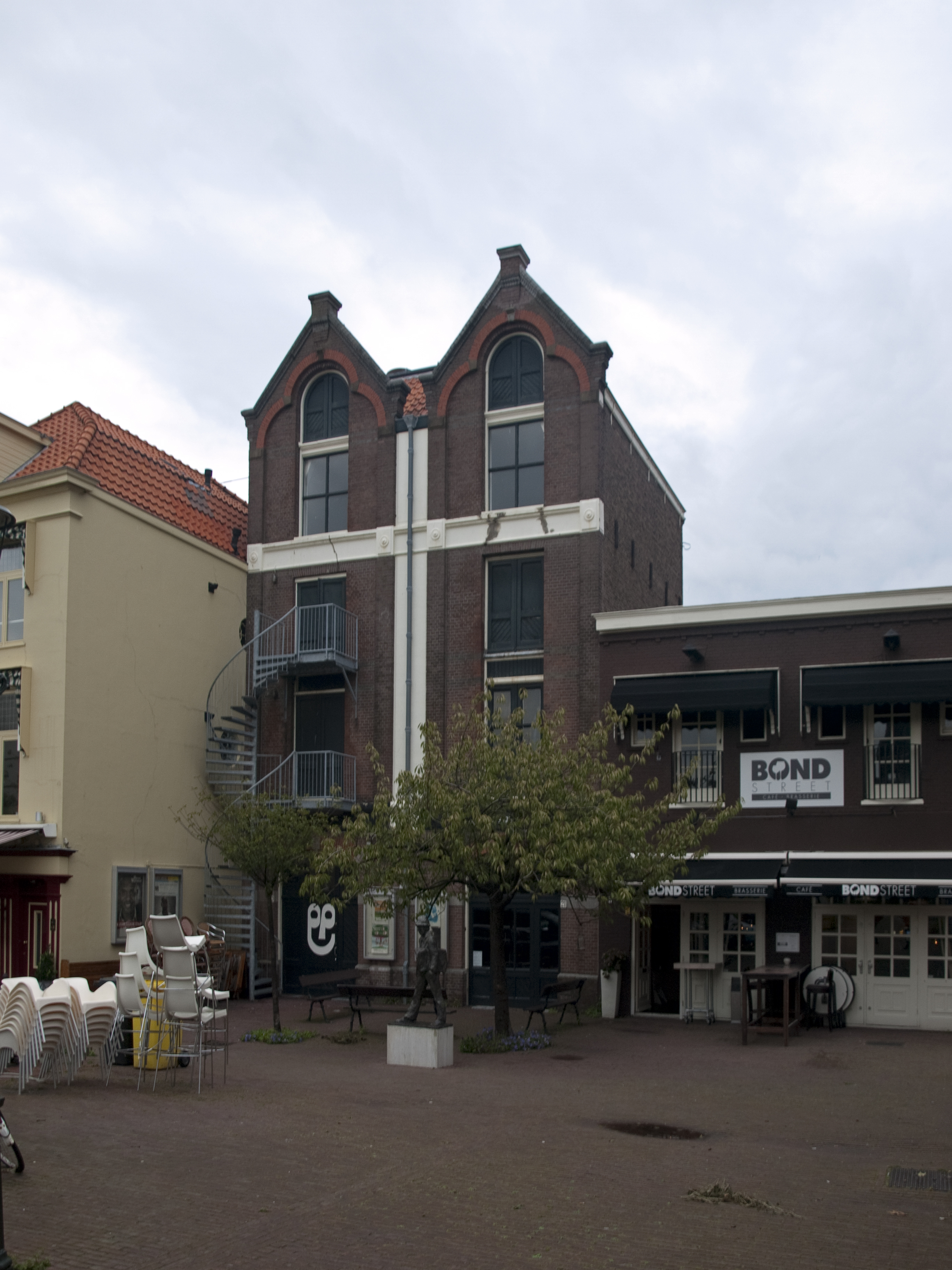
Nieuwe Schoolstraat 23 (Theater PePijn)

De Nieuwe Schoolstraat in het oude centrum van Den Haag loopt van de Kazernestraat naar de Mauritskade.
De Nieuwe Schoolstraat bestaat uit twee delen die niet in elkaars verlengde liggen. Tussen de twee delen ligt een plein met horeca en Theater PePijn (een voormalig pakhuis). Vanaf dit pleintje is er een verbinding naar de Denneweg, Het Lissabon genaamd, voorheen 'In 't Lissabon'.

## Geschiedenis
Tussen de Kazernestraat en de Mauritskade lag vanaf 1824 de Oranjekazerne. De hoofdingang was aan de Mauritskade, de achteringang in de Kazernestraat, naast de manege, waar later de 's-Gravenhaagsche Stadsrijschool gevestigd was. Aan weerszijden van de kazerne werd een straat aangelegd, de Willemstraat in 1852 en de Nieuwe Schoolstraat in 1860. De Nieuwe Schoolstraat dankt haar naam aan de openbare lagere en kleuterschool, die er toen was. De lagere en kleuterschool (later eerste Nederlandse School voor Slechthorenden) op nummer 22-24 werd in de 21e eeuw afgebroken.
Nadat de kazerne in 1919 was afgebrand, bleef de grond lange tijd braak liggen. In 1948 werd daar het Louis Couperusplein aangelegd, dat alleen toegankelijk is vanaf de Mauritskade, waar voorheen de ingang van de kazerne was.